# Illustrations de Roméo et Juliette
 (avril 2019).
Les illustrations de Roméo et Juliette sont un ensemble de dix lithographies insérées dans la pièce de Shakespeare. Les illustrations surréalistes furent réalisées en 1975 par Salvador Dalí et publiées par Rizzoli. 
Les illustrations de Roméo et Juliette furent redécouvertes en 2014 par la mise en vente d’un exemplaire par le Lockport Street Gallery dans l’Illinois, aux États-Unis.

## Présentation du livre

### Composition
Le livre illustré comporte au total 99 pages. Il est inséré dans un couvre livre rouge en soie, portant le titre « Romeo e Giulietta ».
Le livre est reproduit à 999 exemplaires numérotés. L’exemplaire mis en vente par la Lockport Street Gallery est le numéro 819.

### Signature
La signature de Dalí est reproduite sur toutes les lithographies, ainsi que sur la page de garde. 
Parmi les 999 exemplaires imprimés au total, 35 livres comportent un double de chaque lithographie. Les lithographies supplémentaires sont classées à part, séparées par un papier calque sur lequel est indiqué le titre de la section illustrée. Ces lithographies peuvent être encadrées et exposées sans abimer le reste du livre. A la signature reproduite en même temps que l’image, Dalí a ajouté une seconde signature de sa main sur chaque lithographie. 

## Représentation

### Personnages
Dans la plupart des images, les personnages sont réduits à des silhouettes, à l’allure élancée et maigre. Tels de personnages en fil de fer, les articulations sont mises en avant, procédé typique du Surréalisme.
Seule la quatrième image, celle représentant la scène du mariage secret des amants, permet d’identifier clairement les personnages de l’histoire. On aperçoit les visages de Frère Laurence, ainsi que Juliette et Roméo assis à terre. 
Plus que la figuration des personnages, Dalí préfère transmettre l’atmosphère générale de la pièce de Shakespeare.

### Décor
Le décor représenté est celui du Château de Vérone, probablement celui des Capulets. La première image met en scène une tour en briques rouges, qui sera à la fin de l’histoire, le lieu de la mort des amants. 
Les images alternent entre une représentation à l’intérieur et à l’extérieur du château, celui-ci étant parfois le cadre de l’action et parfois un repère géographique extérieur, observé au second plan de l’image. 

## Symbolique
La force des couleurs laisse place à une dominance des couleurs primaires (le rouge et le jaune étant particulièrement représentés) contrebalancée par le noir.
La symbolique de la mort domine les illustrations, comme cela est le cas dans d’autres œuvres de Dalí. La scène de mort des amants est représentée sur trois planches, sur l’ensemble des dix lithographies. La couleur rouge, à la fois celle des briques de la tour et du sang de Roméo et Juliette, est prédominante. 
Symbole de l’esthétique surréaliste, le crâne apparaît dans les dernières illustrations pour évoquer la mort et la disparition.